# Ходос, Сергей Викторович
Сергей Викторович Хо́дос (род. 14 июля 1986, Усть-Каменогорск) — казахстанский и российский фехтовальщик-шпажист, трехкратный чемпион Европы и призёр чемпионатов мира и Европы, Европейских и Азиатских игр.

## Биография
Родился в 1986 году в Усть-Каменогорске, после распада СССР стал гражданином Казахстана. В 2006 году стал бронзовым призёром Азиатских игр. В 2007 году завоевал серебряную медаль чемпионата Азии.
Впоследствии переехал в Россию, в 2010 году вошёл в национальную сборную. В 2011 году завоевал бронзовую медаль чемпионата Европы. В 2014 году вновь стал бронзовым призёром чемпионата Европы. В 2015 году завоевал две серебряные медали Европейских игр.
В 2017 стал чемпионом Европы на чемпионате в Тбилиси в команде и бронзовым призёром индивидуальных соревнований. В этом же году в Лейпциге завоевал свою первую медаль на чемпионатах мира, став бронзовым призёром в командных соревнованиях. Через год Сергей стал двукратным чемпионом континентального первенства в командном турнире.

## Награды
- Медаль ордена «За заслуги перед Отечеством» I степени (11 августа 2021 года) — за большой вклад в развитие отечественного спорта, высокие спортивные достижения, волю к победе, стойкость и целеустремленность, проявленные на Играх XXXII Олимпиады 2020 года в городе Токио (Япония)[3]
- Благодарность Президента Российской Федерации (9 января 2012) - за заслуги в развитии физической культуры и спорта, высокие спортивные достижения на XXVI Всемирной летней Универсиаде 2011 года в городе Шеньжене (Китай)